# Serian (district)
Serian is een district in de Maleisische deelstaat Sarawak.
Het district telt 92.000 inwoners op een oppervlakte van 2100 km².